# Johan I van Palts-Simmern
Johan I de Oudere (Starkenburg, 15 mei 1459 – aldaar, 27 januari 1509) was van 1480 tot zijn dood vorst van Palts-Simmern. Hij stamde uit het huis Palts-Simmern, een zijlinie van het huis Wittelsbach.
Johan I staat bekend als vredelievende vorst, die zich vooral richtte op bouwactiviteiten. Onder zijn bewind werden de Stefanuskerk en het stadhuis in Simmern gebouwd. Door zijn neutraliteitspolitiek wist hij zijn vorstendom grotendeels buiten de Landshuter Successieoorlog (1504–1505) te houden.

## Biografie

### Geestelijke loopbaan
Johan I was de tweede overlevende zoon van hertog Frederik I van Palts-Simmern en Margaretha van Gelre. Net als zijn broers bekleedde hij op jonge leeftijd al een aantal kerkelijke ambten. In 1466 droeg domheer Werner van Sayn-Wittgenstein Johan voor als lid van het domkapittel van Keulen. Hij zou de prebende van de kort daarvoor overleden Albert van Wertheim overnemen. Op 24 april 1467 trad Johan toe tot het Keulse domkapittel. Drie jaar later volgde een aanstelling in het domkapittel van Trier en in 1472 werd Johan nog kanunnik in het Bambergse domkapittel.
Als jongere zoon was Johan niet direct gerechtigd om zijn vader op te volgen. Johans oudste broer Stefan volgde echter net als hij een carrière in de Kerk. Mogelijk was Stefan al opgeklommen tot deken, thesaurarius en scholaster in Keulen. In 1478 trad Johan terug in de wereldlijke stand en werd zo erfprins van Simmern. Op 29 november 1480 overleed hertog Frederik I en volgde Johan hem op als vorst van Palts-Simmern. Stefan zag in 1483 af van zijn erfdeel uit zowel zijn vaders als zijn moeders nalatenschap.

### Bouwprojecten in Simmern
Tijdens zijn bewind breidde Johan zijn residentie in Simmern uit. Ook legde hij de eerste steen van de Stefanuskerk en de stadshal van Simmern.

### Landshuter successieoorlog
In 1504 brak naar aanleiding van een conflict over de erfopvolging in het hertogdom Beieren-Landshut de Landshuter Successieoorlog uit. Een coalitie van vorsten, waaronder rooms-koning Maximiliaan, hertog Ulrich van Württemberg, landgraaf Willem II van Hessen en Alexander van Palts-Zweibrücken viel de Palts binnen. Grote delen van de Palts werden geplunderd en verwoest. Hertog Johan stelde zich neutraal op en hield zo het grootste deel van zijn land buiten de oorlog. 
Het voorste graafschap Sponheim, dat Johan gezamenlijk met keurvorst Filips van de Palts bestuurde, had wel zwaar te lijden onder het geweld. Vanuit Meisenheim ondernamen de troepen van hertog Alexander van Palts-Zweibrücken strooptochten in het gebied en Paltische strijdkrachten voerden vanuit Kreuznach tegenaanvallen uit. Verschillende dorpen en kloosters in de omgeving werden platgebrand en geplunderd. De abt van het klooster van Sponheim, de beroemde geleerde Johannes Trithemius, verliet zijn klooster en  vluchtte naar Kreuznach. Hertog Johan maakte van de afwezigheid van de abt gebruik om een opstand van ontevreden monniken tegen Trithemius te ondersteunen. In 1505 overvielen zijn troepen het klooster. Johannes Trithemius gaf zijn positie als abt op en keerde nooit meer terug naar Sponheim.
Op de Rijksdag in Keulen in juli 1505 beslechtte koning Maximiliaan I de strijd over de erfenis van Landshut. Keurvorst Filips moest een deel van zijn gebieden aan zijn tegenstanders afstaan en de Palts verloor een groot deel van zijn invloed. Op zijn terugreis uit Keulen verbleef koning Maximiliaan korte tijd op het kasteel van Simmern. Hiermee toonde de koning zijn waardering voor de neutrale houding van hertog Johan tijdens de oorlog.

### Overlijden en begrafenis
Op zondag 29 januari 1509, rond twee uur 's middags, overleed hertog Johan I in Starkenburg. Zijn vrouw, Johanna van Nassau, raadslieden en ambtlieden waren bij sterfbed aanwezig. Johans lichaam werd overgebracht naar Simmern en bijgezet in de vorstelijke grafkelder van de Stephanskirche. Johan was de eerste vorst die in de grafkelder werd bijgezet; zijn ouders waren begraven in de kapittelkerk van Ravengiersburg. Bij de begrafenisplechtigheid waren meer dan tweehonderd geestelijken aanwezig, waaronder de abt van Disibodenberg, kanunniken uit Ravengiersburg en Schwabenheim en monniken uit Kreuznach en Wolf.

## Grafmonument

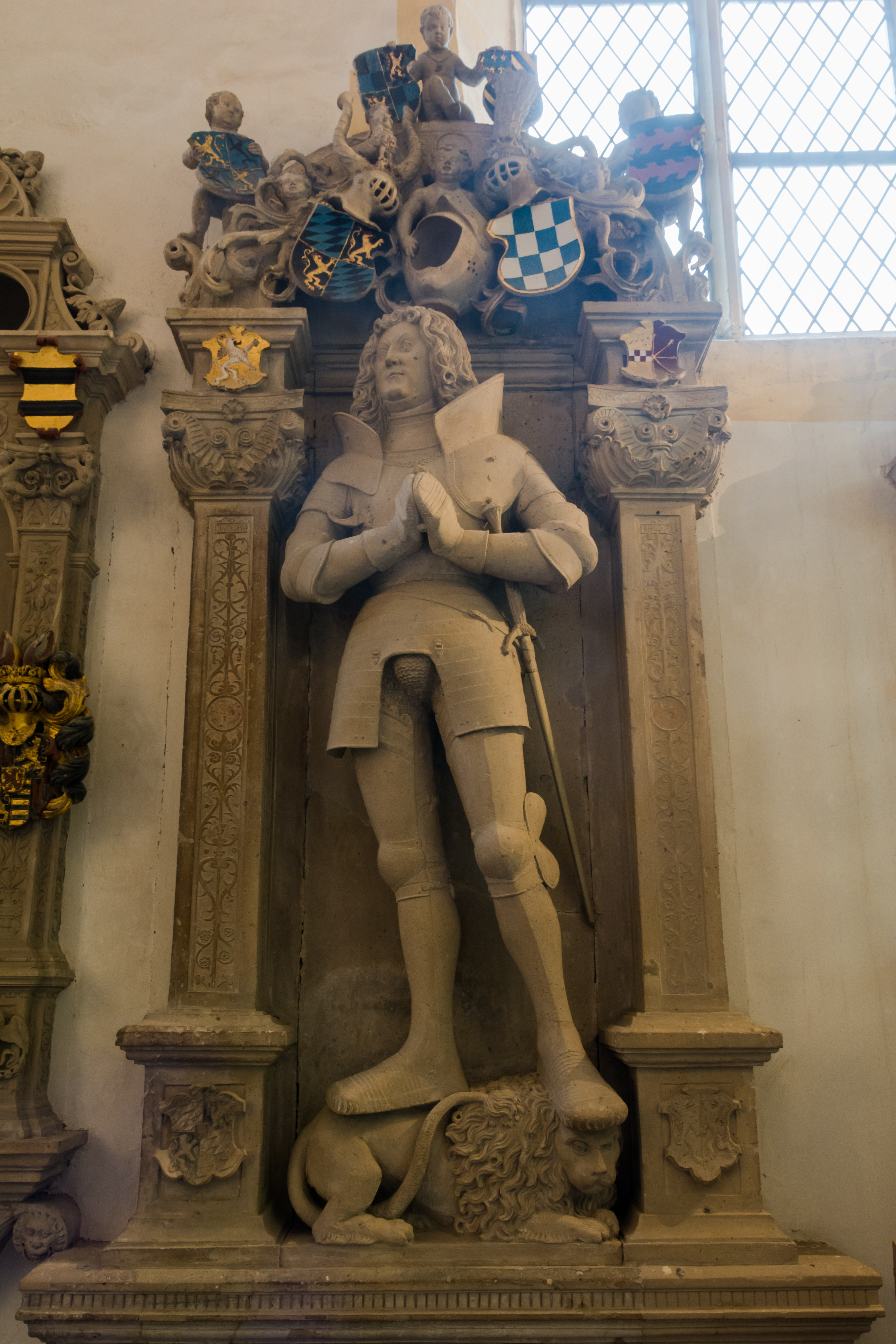
Het grafmoment van hertog Johan I in de Stephanskirche van Simmern.

### Beschrijving
In 1522 liet Johans zoon, hertog Johan II, een grafmonument ter nagedachtenis aan zijn vader bouwen. Het monument werd aan de zuidelijke muur van de Anna-kapel geplaatst. 
Op het monument is Johan I levensgroot en in harnas afgebeeld. Aan zijn linkerzijde draagt hij een zwaard en om zijn hals heeft hij een ketting met een medaillon van de heilige Christophorus. Het beeld van de hertog houdt zijn handen biddend tegen elkaar en staat bovenop een gehurkte leeuw, een symbool van dapperheid. Het hoofd is richting de oostelijke muur van de kapel gericht, waar in de zestiende eeuw een altaar gestaan heeft. Het haar van de hertog is lang en valt tot op zijn schouders. 
Het beeld staat in een door twee pilaren en een rondboog omlijste nis. Aan de binnenzijde van de rondboog, boven het beeld van de hertog, houdt een putto een helm vast. Daarnaast bevinden zich nog twee heraldische helmen die zijn versierd met de wapens van de Palts en Sponheim. Zowel het basement als het kapiteel van de twee pilaren zijn ook versierd met wapens. Ten slotte houden drie putti bovenop de rondboog nog vier wapenschilden vast. De wapens van de Palts en Sponheim, direct boven het beeld, werden door Johan I persoonlijk gevoerd. De wapens op de pilaren en boven de rondboog verwijzen naar de voorouders van de hertog.
Het monument is vervaardigd uit kalk- tufsteen en is in zijn geheel 345 cm hoog en 166 cm breed. De beeldhouwer maakt zich kenbaar door middel van een inscriptie met de naam IACOB(VS). Deze Jacobus wordt geïdentificeerd als meester Jakob Kerre, die in 1517 als 'Jakob Kerre Byldhauwer' stond ingeschreven bij het handelaarsgilde van Trier. Behalve in Trier was Jakob Kerre actief in Koblenz, het Midden-Rijngebied, het Nahe-gebied en in de Hunsrück. Het beeld werd in 1897 grondig gerestaureerd door de Stuttgartse beeldhouwer Karl Wüst. De laatste restauratie vond plaats in 1956/57.

### Inscripties
Op het monument zijn vier inscripties te vinden: het grafschrift, een monumentale datering, een verkorte datering en de naam van de beeldhouwer. De naam van de beeldhouwer (IACOB(VS)) en de verkorte datering (1◦5◦2◦2) staan in de twee pilaren gebeiteld. De uitgebreidere monumentale datering (◦ ANNO ◦ D(OMI)NI ◦ M ◦ V XXII ◦ M[...]AVG[.]VS, In het jaar des Heren 1552) staat in de rondboog geschreven, maar is door de wapenschilden en de putti die voor de boog staan nauwelijks zichtbaar.
Het in het Latijn opgestelde grafschrift staat op een paneel op de sokkel gegraveerd:
AN(NO) ◦ D(OMI)NI ◦ M ◦ V ◦ IX ◦ XXVII ◦ DIE ◦ IA(N)VARII ◦ OBIIT ◦ ILLVSTRIS ◦ PRI(N)
CEPS ◦ D(OMI)N(V)S ◦ IOAN(N)ES ◦ CO(MES) ◦ PAL(ATINVS) ◦ RE(NI) ◦ DVX ◦ BAVARIE ◦ ET ◦ CO(MES) ◦ IN ◦ SPA(NHE)I(M)
ETATIS ◦ SVE ◦ 50 ◦ ET ◦ REGEMINI ◦ EIVS ◦ 28 ◦ P(ATRIS) ◦ P(IE) ◦ M(EMORIE) ◦ E(RECTVM)
(In het jaar des Heren 1509 op de 27ste dag van januari overleed de illustere vorst heer Johan, Paltsgraaf aan de Rijn, Hertog van Beieren en Graaf van Sponheim, op 50-jarige leeftijd en in het 28ste jaar van zijn regering. Opgericht uit eerbiedwaardige nagedachtenis aan zijn vader.)

## Huwelijk en kinderen
Op 29 september 1481 huwde Johan I met Johanna (1464-1521), dochter van graaf Johan II van Nassau-Saarbrücken. Ze kregen drie zonen:
- Frederik (1490), jong gestorven
- Johan II (1492-1557), vorst van Palts-Simmern
- Frederik (1494-?), deken van de kathedraal van Straatsburg

## Kwartierstaat
| Ruprecht III van de Palts (1352-1410)   | Ruprecht III van de Palts (1352-1410)   | Ruprecht III van de Palts (1352-1410)   | Ruprecht III van de Palts (1352-1410)   | Ruprecht III van de Palts (1352-1410)            | Ruprecht III van de Palts (1352-1410)            | Elisabeth van Neurenberg (1358-1411)             | Elisabeth van Neurenberg (1358-1411)             | Elisabeth van Neurenberg (1358-1411)             | Elisabeth van Neurenberg (1358-1411)             | Elisabeth van Neurenberg (1358-1411)     | Elisabeth van Neurenberg (1358-1411)     |                                          |                                          | Frederik III van Veldenz (overleden in 1444) | Frederik III van Veldenz (overleden in 1444) | Frederik III van Veldenz (overleden in 1444) | Frederik III van Veldenz (overleden in 1444) | Frederik III van Veldenz (overleden in 1444) | Frederik III van Veldenz (overleden in 1444) | Margaretha van Nassau-Weilburg (1370-1427) | Margaretha van Nassau-Weilburg (1370-1427) | Margaretha van Nassau-Weilburg (1370-1427) | Margaretha van Nassau-Weilburg (1370-1427) | Margaretha van Nassau-Weilburg (1370-1427) | Margaretha van Nassau-Weilburg (1370-1427) |                                        |                                        | Jan II van Egmont (1385-1451)          | Jan II van Egmont (1385-1451)          | Jan II van Egmont (1385-1451) | Jan II van Egmont (1385-1451) | Jan II van Egmont (1385-1451)          | Jan II van Egmont (1385-1451)          | Maria van Arkel (ca. 1389-1415)        | Maria van Arkel (ca. 1389-1415)        | Maria van Arkel (ca. 1389-1415)        | Maria van Arkel (ca. 1389-1415)        | Maria van Arkel (ca. 1389-1415)   | Maria van Arkel (ca. 1389-1415)   |                                    |                                    | Adolf IV van Kleef-Mark (1373-1448) | Adolf IV van Kleef-Mark (1373-1448) | Adolf IV van Kleef-Mark (1373-1448) | Adolf IV van Kleef-Mark (1373-1448) | Adolf IV van Kleef-Mark (1373-1448) | Adolf IV van Kleef-Mark (1373-1448) | Maria van Bourgondië (1393-1463) | Maria van Bourgondië (1393-1463) | Maria van Bourgondië (1393-1463) | Maria van Bourgondië (1393-1463) | Maria van Bourgondië (1393-1463) | Maria van Bourgondië (1393-1463) |  |  |  |  |  |  |  |  |  |  |  |  |  |  |  |  |  |  |  |  |  |  |  |  |  |  |  |  |  |  |  |  |  |  |  |  |  |  |  |  |  |  |  |  |  |  |  |  |
| Ruprecht III van de Palts (1352-1410)   | Ruprecht III van de Palts (1352-1410)   | Ruprecht III van de Palts (1352-1410)   | Ruprecht III van de Palts (1352-1410)   | Ruprecht III van de Palts (1352-1410)            | Ruprecht III van de Palts (1352-1410)            | Elisabeth van Neurenberg (1358-1411)             | Elisabeth van Neurenberg (1358-1411)             | Elisabeth van Neurenberg (1358-1411)             | Elisabeth van Neurenberg (1358-1411)             | Elisabeth van Neurenberg (1358-1411)     | Elisabeth van Neurenberg (1358-1411)     |                                          |                                          | Frederik III van Veldenz (overleden in 1444) | Frederik III van Veldenz (overleden in 1444) | Frederik III van Veldenz (overleden in 1444) | Frederik III van Veldenz (overleden in 1444) | Frederik III van Veldenz (overleden in 1444) | Frederik III van Veldenz (overleden in 1444) | Margaretha van Nassau-Weilburg (1370-1427) | Margaretha van Nassau-Weilburg (1370-1427) | Margaretha van Nassau-Weilburg (1370-1427) | Margaretha van Nassau-Weilburg (1370-1427) | Margaretha van Nassau-Weilburg (1370-1427) | Margaretha van Nassau-Weilburg (1370-1427) |                                        |                                        | Jan II van Egmont (1385-1451)          | Jan II van Egmont (1385-1451)          | Jan II van Egmont (1385-1451) | Jan II van Egmont (1385-1451) | Jan II van Egmont (1385-1451)          | Jan II van Egmont (1385-1451)          | Maria van Arkel (ca. 1389-1415)        | Maria van Arkel (ca. 1389-1415)        | Maria van Arkel (ca. 1389-1415)        | Maria van Arkel (ca. 1389-1415)        | Maria van Arkel (ca. 1389-1415)   | Maria van Arkel (ca. 1389-1415)   |                                    |                                    | Adolf IV van Kleef-Mark (1373-1448) | Adolf IV van Kleef-Mark (1373-1448) | Adolf IV van Kleef-Mark (1373-1448) | Adolf IV van Kleef-Mark (1373-1448) | Adolf IV van Kleef-Mark (1373-1448) | Adolf IV van Kleef-Mark (1373-1448) | Maria van Bourgondië (1393-1463) | Maria van Bourgondië (1393-1463) | Maria van Bourgondië (1393-1463) | Maria van Bourgondië (1393-1463) | Maria van Bourgondië (1393-1463) | Maria van Bourgondië (1393-1463) |  |  |  |  |  |  |  |  |  |  |  |  |  |  |  |  |  |  |  |  |  |  |  |  |  |  |  |  |  |  |  |  |  |  |  |  |  |  |  |  |  |  |  |  |  |  |  |  |
|                                         |                                         |                                         |                                         |                                                  |                                                  |                                                  |                                                  |                                                  |                                                  |                                          |                                          |                                          |                                          |                                              |                                              |                                              |                                              |                                              |                                              |                                            |                                            |                                            |                                            |                                            |                                            |                                        |                                        |                                        |                                        |                               |                               |                                        |                                        |                                        |                                        |                                        |                                        |                                   |                                   |                                    |                                    |                                     |                                     |                                     |                                     |                                     |                                     |                                  |                                  |                                  |                                  |                                  |                                  |  |  |  |  |  |  |  |  |  |  |  |  |  |  |  |  |  |  |  |  |  |  |  |  |  |  |  |  |  |  |  |  |  |  |  |  |  |  |  |  |  |  |  |  |  |  |  |  |
|                                         |                                         |                                         |                                         | Stefan van Palts-Simmern-Zweibrücken (1385–1459) | Stefan van Palts-Simmern-Zweibrücken (1385–1459) | Stefan van Palts-Simmern-Zweibrücken (1385–1459) | Stefan van Palts-Simmern-Zweibrücken (1385–1459) | Stefan van Palts-Simmern-Zweibrücken (1385–1459) | Stefan van Palts-Simmern-Zweibrücken (1385–1459) |                                          |                                          |                                          |                                          |                                              |                                              | Anna van Veldenz (1390-1439)                 | Anna van Veldenz (1390-1439)                 | Anna van Veldenz (1390-1439)                 | Anna van Veldenz (1390-1439)                 | Anna van Veldenz (1390-1439)               | Anna van Veldenz (1390-1439)               |                                            |                                            |                                            |                                            |                                        |                                        |                                        |                                        |                               |                               | Arnold van Egmont (1410-1473)          | Arnold van Egmont (1410-1473)          | Arnold van Egmont (1410-1473)          | Arnold van Egmont (1410-1473)          | Arnold van Egmont (1410-1473)          | Arnold van Egmont (1410-1473)          |                                   |                                   |                                    |                                    |                                     |                                     | Katharina van Kleef (1417-1476)     | Katharina van Kleef (1417-1476)     | Katharina van Kleef (1417-1476)     | Katharina van Kleef (1417-1476)     | Katharina van Kleef (1417-1476)  | Katharina van Kleef (1417-1476)  |                                  |                                  |                                  |                                  |  |  |  |  |  |  |  |  |  |  |  |  |  |  |  |  |  |  |  |  |  |  |  |  |  |  |  |  |  |  |  |  |  |  |  |  |  |  |  |  |  |  |  |  |  |  |  |  |
|                                         |                                         |                                         |                                         | Stefan van Palts-Simmern-Zweibrücken (1385–1459) | Stefan van Palts-Simmern-Zweibrücken (1385–1459) | Stefan van Palts-Simmern-Zweibrücken (1385–1459) | Stefan van Palts-Simmern-Zweibrücken (1385–1459) | Stefan van Palts-Simmern-Zweibrücken (1385–1459) | Stefan van Palts-Simmern-Zweibrücken (1385–1459) |                                          |                                          |                                          |                                          |                                              |                                              | Anna van Veldenz (1390-1439)                 | Anna van Veldenz (1390-1439)                 | Anna van Veldenz (1390-1439)                 | Anna van Veldenz (1390-1439)                 | Anna van Veldenz (1390-1439)               | Anna van Veldenz (1390-1439)               |                                            |                                            |                                            |                                            |                                        |                                        |                                        |                                        |                               |                               | Arnold van Egmont (1410-1473)          | Arnold van Egmont (1410-1473)          | Arnold van Egmont (1410-1473)          | Arnold van Egmont (1410-1473)          | Arnold van Egmont (1410-1473)          | Arnold van Egmont (1410-1473)          |                                   |                                   |                                    |                                    |                                     |                                     | Katharina van Kleef (1417-1476)     | Katharina van Kleef (1417-1476)     | Katharina van Kleef (1417-1476)     | Katharina van Kleef (1417-1476)     | Katharina van Kleef (1417-1476)  | Katharina van Kleef (1417-1476)  |                                  |                                  |                                  |                                  |  |  |  |  |  |  |  |  |  |  |  |  |  |  |  |  |  |  |  |  |  |  |  |  |  |  |  |  |  |  |  |  |  |  |  |  |  |  |  |  |  |  |  |  |  |  |  |  |
|                                         |                                         |                                         |                                         |                                                  |                                                  |                                                  |                                                  |                                                  |                                                  | Frederik I van Palts-Simmern (1417-1480) | Frederik I van Palts-Simmern (1417-1480) | Frederik I van Palts-Simmern (1417-1480) | Frederik I van Palts-Simmern (1417-1480) | Frederik I van Palts-Simmern (1417-1480)     | Frederik I van Palts-Simmern (1417-1480)     |                                              |                                              |                                              |                                              |                                            |                                            |                                            |                                            |                                            |                                            |                                        |                                        |                                        |                                        |                               |                               |                                        |                                        |                                        |                                        |                                        |                                        | Margaretha van Egmont (1436-1486) | Margaretha van Egmont (1436-1486) | Margaretha van Egmont (1436-1486)  | Margaretha van Egmont (1436-1486)  | Margaretha van Egmont (1436-1486)   | Margaretha van Egmont (1436-1486)   |                                     |                                     |                                     |                                     |                                  |                                  |                                  |                                  |                                  |                                  |  |  |  |  |  |  |  |  |  |  |  |  |  |  |  |  |  |  |  |  |  |  |  |  |  |  |  |  |  |  |  |  |  |  |  |  |  |  |  |  |  |  |  |  |  |  |  |  |
|                                         |                                         |                                         |                                         |                                                  |                                                  |                                                  |                                                  |                                                  |                                                  | Frederik I van Palts-Simmern (1417-1480) | Frederik I van Palts-Simmern (1417-1480) | Frederik I van Palts-Simmern (1417-1480) | Frederik I van Palts-Simmern (1417-1480) | Frederik I van Palts-Simmern (1417-1480)     | Frederik I van Palts-Simmern (1417-1480)     |                                              |                                              |                                              |                                              |                                            |                                            |                                            |                                            |                                            |                                            |                                        |                                        |                                        |                                        |                               |                               |                                        |                                        |                                        |                                        |                                        |                                        | Margaretha van Egmont (1436-1486) | Margaretha van Egmont (1436-1486) | Margaretha van Egmont (1436-1486)  | Margaretha van Egmont (1436-1486)  | Margaretha van Egmont (1436-1486)   | Margaretha van Egmont (1436-1486)   |                                     |                                     |                                     |                                     |                                  |                                  |                                  |                                  |                                  |                                  |  |  |  |  |  |  |  |  |  |  |  |  |  |  |  |  |  |  |  |  |  |  |  |  |  |  |  |  |  |  |  |  |  |  |  |  |  |  |  |  |  |  |  |  |  |  |  |  |
|                                         |                                         |                                         |                                         |                                                  |                                                  |                                                  |                                                  |                                                  |                                                  |                                          |                                          |                                          |                                          |                                              |                                              |                                              |                                              |                                              |                                              |                                            |                                            |                                            |                                            |                                            |                                            |                                        |                                        |                                        |                                        |                               |                               |                                        |                                        |                                        |                                        |                                        |                                        |                                   |                                   |                                    |                                    |                                     |                                     |                                     |                                     |                                     |                                     |                                  |                                  |                                  |                                  |                                  |                                  |  |  |  |  |  |  |  |  |  |  |  |  |  |  |  |  |  |  |  |  |  |  |  |  |  |  |  |  |  |  |  |  |  |  |  |  |  |  |  |  |  |  |  |  |  |  |  |  |
|                                         |                                         |                                         |                                         |                                                  |                                                  |                                                  |                                                  |                                                  |                                                  |                                          |                                          |                                          |                                          |                                              |                                              |                                              |                                              |                                              |                                              |                                            |                                            |                                            |                                            |                                            |                                            |                                        |                                        |                                        |                                        |                               |                               |                                        |                                        |                                        |                                        |                                        |                                        |                                   |                                   |                                    |                                    |                                     |                                     |                                     |                                     |                                     |                                     |                                  |                                  |                                  |                                  |                                  |                                  |  |  |  |  |  |  |  |  |  |  |  |  |  |  |  |  |  |  |  |  |  |  |  |  |  |  |  |  |  |  |  |  |  |  |  |  |  |  |  |  |  |  |  |  |  |  |  |  |
| Catharina van Palts-Simmern (1455-1522) | Catharina van Palts-Simmern (1455-1522) | Catharina van Palts-Simmern (1455-1522) | Catharina van Palts-Simmern (1455-1522) | Catharina van Palts-Simmern (1455-1522)          | Catharina van Palts-Simmern (1455-1522)          |                                                  |                                                  | Stefan van Palts-Simmern (1457-1489)             | Stefan van Palts-Simmern (1457-1489)             | Stefan van Palts-Simmern (1457-1489)     | Stefan van Palts-Simmern (1457-1489)     | Stefan van Palts-Simmern (1457-1489)     | Stefan van Palts-Simmern (1457-1489)     |                                              |                                              | Johan I van Palts-Simmern (1459-1509)        | Johan I van Palts-Simmern (1459-1509)        | Johan I van Palts-Simmern (1459-1509)        | Johan I van Palts-Simmern (1459-1509)        | Johan I van Palts-Simmern (1459-1509)      | Johan I van Palts-Simmern (1459-1509)      |                                            |                                            | Frederik van Palts-Simmern (1460-1518)     | Frederik van Palts-Simmern (1460-1518)     | Frederik van Palts-Simmern (1460-1518) | Frederik van Palts-Simmern (1460-1518) | Frederik van Palts-Simmern (1460-1518) | Frederik van Palts-Simmern (1460-1518) |                               |                               | Ruprecht van Palts-Simmern (1461-1507) | Ruprecht van Palts-Simmern (1461-1507) | Ruprecht van Palts-Simmern (1461-1507) | Ruprecht van Palts-Simmern (1461-1507) | Ruprecht van Palts-Simmern (1461-1507) | Ruprecht van Palts-Simmern (1461-1507) |                                   |                                   | Anna van Palts-Simmern (1465–1517) | Anna van Palts-Simmern (1465–1517) | Anna van Palts-Simmern (1465–1517)  | Anna van Palts-Simmern (1465–1517)  | Anna van Palts-Simmern (1465–1517)  | Anna van Palts-Simmern (1465–1517)  |                                     |                                     | ... + 2 broers en 2 zusters      | ... + 2 broers en 2 zusters      | ... + 2 broers en 2 zusters      | ... + 2 broers en 2 zusters      | ... + 2 broers en 2 zusters      | ... + 2 broers en 2 zusters      |  |  |  |  |  |  |  |  |  |  |  |  |  |  |  |  |  |  |  |  |  |  |  |  |  |  |  |  |  |  |  |  |  |  |  |  |  |  |  |  |  |  |  |  |  |  |  |  |